# 梨本謙次郎
梨本 謙次郎（なしもと けんじろう、1961年8月10日 - ）は、日本の俳優。神奈川県出身。元ミスタースリムカンパニー所属。所属事務所はエム・アール。身長176cm、体重65kg。血液型はA型。特技は剣道（3段）。

## 出演

### テレビドラマ

#### NHK
- 銀河テレビ小説
  - 独身送別会（1988年）
- 土曜ドラマ
  - 男たちの旅路 スペシャル「戦場は遥かになりて」（1982年）
  - 十九歳（1989年） - 柾木
  - 私が愛したウルトラセブン（1993年） - 室竜次
- 連続テレビ小説
  - 凛凛と（1990年） - 丁字屋銀造
  - 走らんか!（1995年） - 中村浩助
- 赤頭巾快刀乱麻（1991年） - 一八
- 腕におぼえあり2（1992年） - 吉次
- 赤ちゃんが来た（1994年） - 藤本武志
- 刑事 蛇に横切られる（1995年） - 余戸時雄
- うどんとビデオ（1997年） - 東将太郎
- 葵 徳川三代（2000年） - 渡辺糺
- おらが春（2001年）
- 茂七の事件簿 ふしぎ草紙（2001年） - 角次郎
- どっちがどっち!（2002年） - 古谷土彦
- 妻は、くノ一（NHK BSプレミアム） - 宵闇順平
  - 妻は、くノ一（2013年4月5日 - 5月24日）
  - 妻は、くノ一〜最終章〜（2014年5月23日 - 6月20日）
- 鼠、江戸を疾る 第6回「あだ討ちの代償」（2014年2月27日） - 西原左門
- 一路（NHK BSプレミアム） - 酒井讃岐守
  - 第3回「初めての試練」（2015年8月14日）
  - 第7回「見えざる敵」（2015年9月11日）
  - 最終回「明日への戦い」（2015年9月25日）
- 立花登青春手控え 第4回「返り花」（2016年6月3日、NHK BSプレミアム） - 松波佐十郎
- 鳴門秘帖（2018年4月20日 - 6月22日、NHK BSプレミアム） - 万吉

#### 日本テレビ
- 太陽にほえろ!
  - 第564話「夏の別れ」（1983年） - 峰村修
  - 第578話「一係皆殺し!」（1983年） - 治
  - 第699話「優しさごっこ」（1986年） - 整備工員
- 木曜ゴールデンドラマ「暴発」（1983年）
- 天まであがれ! 2（1983年） - ちんぴら（アロハシャツの男）
- 昨日、悲別で（1984年） - 二口伸夫（愛称・与作）
- 気分は名探偵 第20話「人生の並木路」（1985年）
- 刑事物語'85 第12話「君に捧げるサーフボード」（1985年）
- 妻たちの課外授業II（1986 - 1987年） - 岡本先生
- 銭形平次 第29話「遠い祭りばやし」（1987年） - 富松
- ブルーカナリア（1989年）
- ハロー!グッバイ（1989年）
- 野望の国 (1989年)  - 坂本竜馬
- 勝海舟（1990年） - 坂本竜馬
- お父さん（1990年） - 中村栄次
- いとこ同志（1992年） - 川島孝
- もうひとつのJリーグ（1993年） - 藤田明
- 闇を斬る!大江戸犯科帳（1993年） - 結城格之進
- 父子鷹（1994年） - 島田虎之助
- 夜逃げ屋本舗（1999年） - 村上一男
- もう呼ぶな、海!（1999年）
- ストレートニュース（2000年） - 清水宏樹
- 喰いタン 第6話「思い出コロッケを食い尽くす!」（2006年2月18日） - 須藤守
- 華麗なるスパイ MISSION 5「極上イタリアンへようこそ! 美食料理長の殺人レシピ」（2009年8月15日） - 柏木達彦
- 花咲舞が黙ってない 第1シリーズ 第9話「新たな敵は大企業の御曹司」（2014年6月11日） - 幸田義男
- ビンタ!〜弁護士事務員ミノワが愛で解決します〜 第11話「女子高生襲う卑劣犯行…権力で罪もみ消しに怒り爆発」（2014年12月11日） - 青山勇作
- 勝利の法廷式 第6話「自立」（2023年5月18日） - 加藤学長
- 火曜サスペンス劇場
  - たった独りのあなたのために（1985年12月24日）
  - 殺人迷路（1995年1月31日） - 大山孝夫
  - 少女が死んだ夜（1997年4月8日） - 岩崎邦雄
  - 九門法律相談所9「沈黙の裁き」（1999年1月12日） - 植野恵一
  - 臨床心理士シリーズ - 滝田元
    - 臨床心理士1（2000年5月2日）
    - 臨床心理士2（2000年12月5日）
    - 臨床心理士3（2001年5月29日）
    - 臨床心理士4（2001年10月16日）
    - 臨床心理士5（2002年1月22日）
    - 臨床心理士6（2002年7月16日）
    - 臨床心理士7（2002年11月26日）

  - 外科医有森冴子II「告知」（2000年10月3日） - 小川数夫
  - 警部補 佃次郎12「死にいそぐ女」（2001年5月1日） - 立原章吾
  - 緊急救命病院2（2004年8月3日） - 都倉昌彦
  - 事件記者・三上雄太2（2005年5月3日） - 山崎日出男

#### TBS
- 子供が見てるでしょ!（1985年） - 栗林滋
- 夏色の天使（1989年） - 田代明
- 俺たちの時代（1989年） - 広岡純一
- 泣きたい夜もある（1993年）
- あしたは晴れる（1997年） - 佐伯圭介
- 幽霊ママ（1998年） - 伊吹亮一
- ブラックジャックによろしく（2004年） - 辻本正志
- 涙そうそう この愛に生きて（2005年） - 宮部巡査
- パンダが町にやってくる（2008年） - 左右田圭祐 役
- 浅見光彦〜最終章〜（2009年） - 岡崎刑事 役
- 筆談ホステス（2010年） - 斉藤志郎 役
- 赤かぶ検事 京都篇（2010年） - 浜田克也 役
- 水戸黄門 第42部（2011年） - 甚六 役
- こうのとりのゆりかご〜「赤ちゃんポスト」の6年間と救われた92の命の未来〜（2013年） - 水谷結の父 役
- ホワイト・ラボ〜警視庁特別科学捜査班〜（2014年） - 灰原雅也 役
- 警部補・杉山真太郎〜吉祥寺署事件ファイル（2015年） - 沼田孝太郎 役
- 笑うマトリョーシカ（2024年） - 清家嘉和 役
- 月曜ドラマスペシャル→月曜ミステリー劇場→月曜ゴールデン→月曜名作劇場
  - バイト人生百発百中（1989年12月11日）
  - 流れ星お銀!事件解決いたします1（2000年6月19日） - 望月邦彦
  - 探偵 左文字進3「空巣と殺人」（2001年5月14日） - 広松旭
  - おばさん会長・紫の犯罪清掃日記!ゴミは殺しを知っている3（2002年7月22日） - 西村淳哉
  - ざこ検事 潮貞志の事件簿2（2004年3月15日） - 宮原検事
  - 十津川警部シリーズ33「東北新幹線「はやて」殺人事件」（2004年12月27日） - 青池弘志
  - 財務捜査官 雨宮瑠璃子シリーズ - 松下静夫
    - 財務捜査官 雨宮瑠璃子1（2004年6月14日）
    - 財務捜査官 雨宮瑠璃子3（2007年2月26日）
    - 財務捜査官 雨宮瑠璃子4（2008年2月4日）
    - 財務捜査官 雨宮瑠璃子5（2009年11月9日）
    - 財務捜査官 雨宮瑠璃子6（2011年2月14日）
    - 財務捜査官 雨宮瑠璃子7（2012年7月30日）
    - 財務捜査官 雨宮瑠璃子8（2014年7月21日）

  - 検察審査会（2005年11月21日） - 榊明夫
  - 浅見光彦シリーズ22「佐用姫伝説殺人事件」（2006年9月25日） - 広山忠緒
  - 新・示談交渉人 裏ファイル1（2011年3月7日） - 矢崎英之
  - 守護神・ボディーガード 進藤輝1（2012年6月11日） - 坂口剛志
  - 税務調査官・窓際太郎の事件簿27（2014年7月28日） - 田中
  - 女取調官4（2016年7月25日） - 松尾元

#### フジテレビ
- 噺家カミサン繁盛記（1991年） - かえる家小半太
- 総務課長戦場を行く! （1994年）
- 踊る大捜査線（1997年） - 中村記者
- きらきらひかる（1998年） - 古田良一
- 御家人斬九郎（1999年） - 大黒屋幸兵衛
- ホーム&アウェイ（2002年） - 一倉武夫
- 盤嶽の一生（2002年） - 源助
- 優しい時間（2005年） - 相場
- 剣客商売（2008年） - 永山精之助
- やっとかめ探偵団（2011年） - 東海林刑事
- 早海さんと呼ばれる日（2012年） - 武藤茂雄
- 松本清張没後20年特別企画・危険な斜面（2012年） - 久住部長
- 松本清張スペシャル・顔（2013年） - 豊田幸作
- 素敵な選TAXI（2014年） - 横山管理官
- とげ 小市民 倉永晴之の逆襲（2016年） - 野添修司
- それぞれの断崖（2019年、東海テレビ） - 丹野忠臣
- グランマの憂鬱 第4話（2023年） - 尾長勝二
- 新宿野戦病院 第3話（2024年7月17日） - 高峰陽介 役[2]
- 金曜エンタテイメント
  - 「OLたちのざけんなヨ‼︎・社員旅行は大ッ嫌い」（1994年） - 小田切幹事
  - 「OL三人旅シリーズ」（1994年） - 桑原刑事
  - 「美人三姉妹温泉芸者が行く!」（1996年） - 吉田巡査
  - 「お局探偵亜木子&みどりの旅情事件帳」（1997年） - 小池敏夫
  - 「京都祇園入り婿刑事事件簿」（1999年） - 坂東龍夫
  - 「浅見光彦シリーズ」（1999年） - 白井貞夫
  - 「宝石調査員 九条薫 備前～倉敷・サファイア連続殺人事件」（2000年6月9日） - 小杉清道
  - 「事件調査員 南条真琴 東京〜隠岐 摩天崖殺人事件」（2005年2月25日） - 村上刑事
- 金曜プレステージ
  - 「所轄刑事」（2008年） - 立花哲也
  - 「ドクター小石の事件カルテ」（2009年） - 奥山康輔
  - 「十津川刑事の肖像」（2010年） - 牛込刑事
  - 「検事・霞夕子4」（2013年） - 中田周二
- 世にも奇妙な物語
  - 「しらず森」（2019年） - 遠野武広

#### テレビ朝日
- お姉さんの朝帰り（1994年） - 杉田実
- はみだし刑事情熱系（1996年） - 向井良太
- はぐれ刑事純情派
  - 第11シリーズ 第3話「転職で躓いた男！家族の災難」（1998年4月15日） - 丸山旭
  - 第14シリーズ 最終話「立待岬に消えた女！東京－函館－奥尻島、死んだ母は生きていた!?」（2001年） - 森谷明彦
  - 第16シリーズ 第6話「潜入捜査！故郷を捨てた男と女」（2003年5月7日） - 工藤鉄也
- 松本清張没後10年記念 張込み（2002年） - 刑事
- 菊次郎とさき（2003年 - ） - 谷川小五郎
- 子連れ狼 （2003年） - 鏑木市之進
- 新・京都迷宮案内
  - スペシャル（2001年10月4日） - 勝又辰雄
  - 新・京都迷宮案内 最終話「幻の殺意！二人の男を愛した未亡人!! 京都〜金沢、涙のクリスマスプレゼント」（2003年12月25日） - 宮下誠二
  - 新・京都迷宮案内3 第4話「眠れぬ夜の殺意！」（2006年2月2日） - 宮元祐司
- 異議あり!女弁護士大岡法江（2004年） - 円城省吉
- 相棒 season5 - 磯部支配人
  - 第11話「バベルの塔〜史上最悪のカウントダウン!」（2007年1月1日）
  - 最終話「サザンカの咲く頃」（2007年3月14日）
- 警視庁捜査一課9係 season1 最終話「最後の判決」（2006年6月21日） - 下山忠久
- 京都地検の女
  - 第3シリーズ 第6話「哀しき証言者！殺人犯消失…鉄壁アリバイの罠」（2006年6月1日） - 坂本和彦
  - 第8シリーズ 最終話「冤罪の罠に落ちた主婦のカン!! 鶴丸あや…最後の危機」（2012年9月6日） - 八重樫純
- 松本清張 点と線（2007年） - 車掌
- モップガール（2007年） - 相田夏雄
- ドラマスペシャル 暴れん坊将軍（2008年） - 半次郎
- 必殺仕事人2009（2009年） - 望月十郎
- 刑事一代 平塚八兵衛の昭和事件史（2009年） - 末松刑事
- コールセンターの恋人（2009年） - 青山研太郎
- 愛・命 〜新宿歌舞伎町駆け込み寺〜（2011年）
- 科捜研の女
  - season11 第11話「連続殺人鬼、空白の10年の謎！禁じられた科学鑑定」（2012年2月2日） - 倉石信貴
  - 春スペシャル（2016年4月17日） - 醍醐福助
- ダブルス〜二人の刑事（2013年） - 安田常雄
- 松本清張 黒い福音〜国際線スチュワーデス殺人事件〜（2014年） - 山下昭
- 刑事7人（2017年） - 大友勝正
- 未解決の女 警視庁文書捜査官 第7話 - 最終話（2018年5月31日 - 6月7日） - 水口栄一
- やすらぎの刻〜道（2019 - 2020年） - 木宮巌
- 土曜ワイド劇場
  - 新・女弁護士 朝吹里矢子シリーズ - 北村邦夫[3]
    - 新・女弁護士 朝吹里矢子1「夢の告発」（1994年12月10日）
    - 新・女弁護士 朝吹里矢子2「ビワの木の復讐」（1995年9月23日）
    - 新・女弁護士 朝吹里矢子3「逆転の法廷！」（1996年3月23日）
    - 女弁護士 朝吹里矢子4「僧衣を着た銀行強盗の告発!?」（1996年10月19日）
    - 女弁護士 朝吹里矢子5「小さな共犯者」（1998年6月13日）
    - 女弁護士 朝吹里矢子6「幼い目撃者」（1999年3月13日）
    - 弁護士 朝吹里矢子7「嘱託殺人の罠」（2000年9月2日）

  - 温泉若おかみの殺人推理7「能登半島 披露宴から消えた花嫁の死体が！」（1998年3月14日） - 朝倉洋平（若旦那）
  - 棟居刑事の複合遺恨（1998年9月12日） - 芳賀明彦
  - 法医学教室の事件ファイル10（1999年） - 山際刑事
  - タクシードライバーの推理日誌
    - タクシードライバーの推理日誌22（2006年9月16日） - 戸村栄介
    - タクシードライバーの推理日誌32（2013年4月6日） - 辰巳清志

  - 炎の警備隊長・五十嵐杜夫7（2008年11月1日） - 朝津洋介
  - 西村京太郎トラベルミステリー
    - 西村京太郎トラベルミステリー58「山形新幹線・つばさ129号の女！」（2012年11月3日） - 三浦警部補
    - 西村京太郎トラベルミステリー66「釧路・帯広殺人ルート」（2016年7月2日） - 羽田勉
    - 西村京太郎トラベルミステリー69「金沢〜東京・殺人ルート 2時間33分の罠」（2018年9月16日） - 横山茂光

  - 警視庁・捜査一課長（2013年） - 高近義英
  - 終着駅の牛尾刑事VS事件記者・冴子（2013年） - 藤本実
  - 棟居刑事の夜の虹（2014年） - 永川警部
  - 再捜査刑事・片岡悠介6（2014年） - 北山浩一
  - 犯罪心理学教授・兼坂守の捜査ファイル2（2015年） - 榎本敦史
  - 司法教官・穂高美子4（2015年） - 原田浩輔
  - 牟田刑事官VS終着駅の牛尾刑事そして事件記者冴子15（2016年） - 長江正和
  - 監察官・羽生宗一5（2017年） - 加藤副署長
- 日曜ワイド
  - 家裁調査官・山ノ坊晃2（2017年） - 小宮山和幸
- 日曜プライム
  - 白日の鴉2（2020年） - 立花健作

#### テレビ東京
- 新春ワイド時代劇
  - 次郎長三国志（1991年） - 森の石松
  - 天下の副将軍水戸光圀 徳川御三家の激闘（1992年） - 平井権八
  - 忠臣蔵〜決断の時（2003年） - 神崎与五郎
  - 寧々〜おんな太閤記（2009年） - 蜂須賀小六
  - 戦国疾風伝 二人の軍師 秀吉に天下を獲らせた男たち（2011年） - 竹中善左衛門
  - 白虎隊〜敗れざる者たち（2013年） - 近藤勇
- ウルトラQ dark fantasy（2004年） - 米田プロデューサー
- コスプレ幽霊 紅蓮女（2008年） - 吉本有香の父
- 密命 寒月霞斬り（2008年） - 小頭松造
- 山本周五郎 人情時代劇 第1話「夜の辛夷」（2015年） - 仁右衛門
- 蜜と毒（2024年） - 上田部長[4]
- 女と愛とミステリー
  - 「監察医・篠宮葉月 死体は語る」（2002年） - 三田村真一
  - 「警視庁・樋口警部補」 （2004年） - 飯島洋一
  - 「不倫調査員・片山由美」（2005年） - 檜佑作
  - 「松本清張特別企画・渡された場面」 （2005年） - 古賀吾市
- 水曜ミステリー9
  - 「さすらい署長 風間昭平」（2006年） - 溝口直人
  - 「多摩南署たたき上げ刑事・近松丙吉」（2007年） - 根岸敦男
  - 「誤算」（2008年） - 橋本刑事
  - 「捜査検事・近松茂道」（2011年） - 川瀬次郎
  - 「鑑識特捜班・九条礼子〜骨を知る女〜2」（2012年） - 杉浦章一郎
  - 「特命おばさん検事! 花村絢乃の事件ファイル4」（2015年） - 工藤久雄
  - 「駐在刑事3」（2015年） - 金沢公之
  - 「犯罪科学分析室 電子の標的3」（2017年） - 織田圭一
- 水曜シアター9
  - 「信濃のコロンボ事件ファイル」（2009年） - 笹原邦義
- 月曜プレミア8
  - 「駐在刑事 スペシャル 2023」（2023年） - 金沢公之[5]

### 映画
- 人間交差点（1993年） - 野崎洋平
- モスラ（1996年） - 後藤裕一[1]
- ケイゾク/映画 Beautiful Dreamer（2000年） - 柴田純成
- マリと子犬の物語（2007年） - 小出久生
- 人生の約束（2016年）
- 超高速!参勤交代 リターンズ（2016年9月10日）
- デリバリー（2018年） - 松井誠二（銀行員 部長）
- 法廷の死神 第1章（2025年）[6]

### オリジナルビデオ
- 道中師 怨み掏ります 恋も掏ります（1995年） - 主演・暗九郎

### 舞台
- 歸國（2010年）
- 菊次郎とさき（2012年・2015年） - 谷川小五郎 役